# Fulguropsis spirata
Fulguropsis spirata es una especie de gasterópodo de la familia Busyconidae. Anteriormente, esta especie se conocía como Busycotyous spiratus y también como Fulguropsis spiratum. Esta especie de gasterópodo es marina.

## Clasificación y descripción
La especie Fulguropsis spirata tiene una concha grande y fuerte, llegando hasta los 110 mm de longitud total. La concha es de color amarillo y de forma piriforme, con manchas alargadas de color marrón. El hombro es redondeado. Presenta una sutura en forma de “v”. La escultura presenta una serie de cordones que alternando con leves canaladuras en espiral.

## Distribución
Este gasterópodo se distribuye desde Texas hasta la península de Yucatán. En México se puede localizar en el Golfo de México y Mar Caribe.

## Hábitat
La especie se localiza en la zonas arenosas en el intermareal, alcanzando las profundidades de hasta los 46 metros.

## Estado de conservación
No se encuentra en ninguna categoría de protección, ni en la Lista Roja de la IUCN (International Union for Conservation of Nature) ni en CITES (Convención sobre el Comercio Internacional de Especies Amenazadas de Fauna y Flora Silvestres).